# Мышкис, Вениамин Самуилович
Вениамин Самуилович Мышкис (1886, Оргеев, Бессарабская губерния — 1935, Москва) — украинский советский экономист, статистик и педагог.

## Биография
Родители — Шмил Лейбович Мышкис (ум. 1932) и  Бруха Йойл-Гершевна Мышкис (ум. 1939). Учился в хедере и ешиве в Оргееве (вместе с будущим детским писателем и переводчиком И. У. Спиваком). Затем жил в Кишинёве и в США (в 1917 году учился в Калифорнийском университете в Сан-Франциско), а после революции — в Харькове. В 1921 году — заместитель управляющего Центрального статистического управления Украины. Был связан с деятельностью Коминтерна.
Заведовал отделом экономической статистики Института народного хозяйства (ГОСПЛАН) Украины Был членом Всеукраинской статистической плановой комиссии при Центральном статистическом управлении УССР (1925). Работал в журнале «Хозяйство Украины».

## Семья
- Братья — Израиль Самуилович Мышкис (Срул Шмилевич, 1884—1933), экономист; Меер Самуилович Мышкис (1889—?), физиолог (PhD)[8], репрессирован (его сын Джим Меерович Мышкис (?—1942) — один из организаторов первых математических олимпиад в СССР, погиб на фронте)[9].
- Сестра — Хая Самуиловна Мышкис (1892—1965); её сын — математик Анатолий Дмитриевич Мышкис[10][11][12].
- Жена — Эмилия Борисовна Мышкис (1886—1958), учитель географии.
  - Сын — Абрам Беньяминович (Вениаминович) Мышкис (1911, Оргеев[13] — 1999, Израиль), поэт, кандидат экономических наук (1964)[14], автор монографий «Техническое нормирование при вулканизации формовых резиновых изделий» (М.: Госхимиздат, 1955), «Организация нормативно-исследовательской работы по труду» (М.: Госхимиздат, 1958), «Техническое нормирование труда в резиновой промышленности» (М.: Профиздат, 1960)[15].
  - Дочь — победительница первой московской олимпиады по математике для школьников (1935), студентка мехмата МГУ Анна Вениаминовна Мышкис, погибла на фронте в 1943 году[16][17].

## Монографии
- Воспитание малолетних в исправительных заведениях. По данным VIII-го Съезда представителей русских воспитательно-исправительных заведений. СПб., 1911.
- Народное хозяйство Украины в 1921 г.: Отчёт Украинского экономического совета Советского труда и обороны / Отв. ред. заместитель управляющего ЦСУ Украины В. С. Мышкис. Харьков, 1922. — 886 с.
- Народное хозяйство Украины в связи с состоянием народного хозяйства Союза социалистических советских республик. В двух частях: В первой четверти 1922/23; Во второй четверти 1922/23. Харьков: Центральное статистическое управление Украины, 1923.
- Местный бюджет Украины. Харьков: Центральное статистическое управление, 1925.
- Опыт составления баланса народного хозяйства Украины на 1923/24 — 1924/25 гг. Харьков: Центральное статистическое управление, 1927.
- Баланс народного господарства та проблеми політичної економії // Прапор марксизму. — 1927. — № 1.
- Баланс народного хозяйства Украины за 1925—26 год. Харьков: Центральное статистическое управление, 1928.
- Экономическая политика ВКП(б) (на украинском языке). Харьков: Пролетарий, 1930.
- Темпы индустриализации и обобществления на Украине. Харьков, 1930.
- Задачи Донбасса как единого социалистического комбината. Харьков: библиотека журнала «Хозяйство Украины», 1932.
- Рабочая книга по теории советской экономики (на украинском языке).